# La Liga 1942–43
Thống kê của La Liga ở mùa giải 1942/1943.
La Liga mùa giải 1942-43 bao gồm các câu lạc bộ sau:
| - Athletic Bilbao - Athletic Aviación de Madrid - FC Barcelona - CD Castellón - Celta de Vigo - Deportivo La Coruña - RCD Espanyol |  | - Granada CF - Real Betis - Real Madrid C.F. - Real Oviedo - Real Zaragoza - Sevilla FC - Valencia CF |

## Bảng xếp hạng
| Vị trí | Câu lạc bộ                  | Số trận | T  | H  | Th | BT | BB | Điểm | HS  |                                 |
| ------ | --------------------------- | ------- | -- | -- | -- | -- | -- | ---- | --- | ------------------------------- |
| 1      | Athletic Bilbao             | 26      | 16 | 4  | 6  | 73 | 38 | 36   | 35  | Nhà vô địch La Liga             |
| 2      | Sevilla FC                  | 26      | 15 | 3  | 8  | 63 | 47 | 33   | 16  |                                 |
| 3      | FC Barcelona                | 26      | 14 | 4  | 8  | 77 | 50 | 32   | 27  |                                 |
| 4      | CD Castellón                | 26      | 13 | 5  | 8  | 41 | 43 | 31   | -2  |                                 |
| 5      | Celta de Vigo               | 26      | 14 | 2  | 10 | 52 | 50 | 30   | 2   |                                 |
| 6      | Real Oviedo                 | 26      | 12 | 4  | 10 | 53 | 63 | 28   | -10 |                                 |
| 7      | Valencia CF                 | 26      | 10 | 7  | 9  | 58 | 45 | 27   | 13  |                                 |
| 8      | Athletic Aviación de Madrid | 26      | 11 | 5  | 10 | 54 | 44 | 27   | 10  |                                 |
| 9      | Deportivo La Coruña         | 26      | 7  | 12 | 7  | 35 | 32 | 26   | 3   |                                 |
| 10     | Real Madrid C.F.            | 26      | 10 | 5  | 11 | 52 | 50 | 25   | 2   |                                 |
| 11     | RCD Espanyol                | 26      | 9  | 6  | 11 | 45 | 51 | 24   | -6  |                                 |
| 12     | Granada CF                  | 26      | 9  | 4  | 13 | 56 | 68 | 22   | -12 |                                 |
| 13     | Real Zaragoza               | 26      | 2  | 9  | 15 | 25 | 57 | 13   | -32 | Xuống hạng tới Segunda División |
| 14     | Real Betis                  | 26      | 2  | 6  | 18 | 28 | 74 | 10   | -46 | Xuống hạng tới Segunda División |